# Szklarnia (powiat szczycieński)

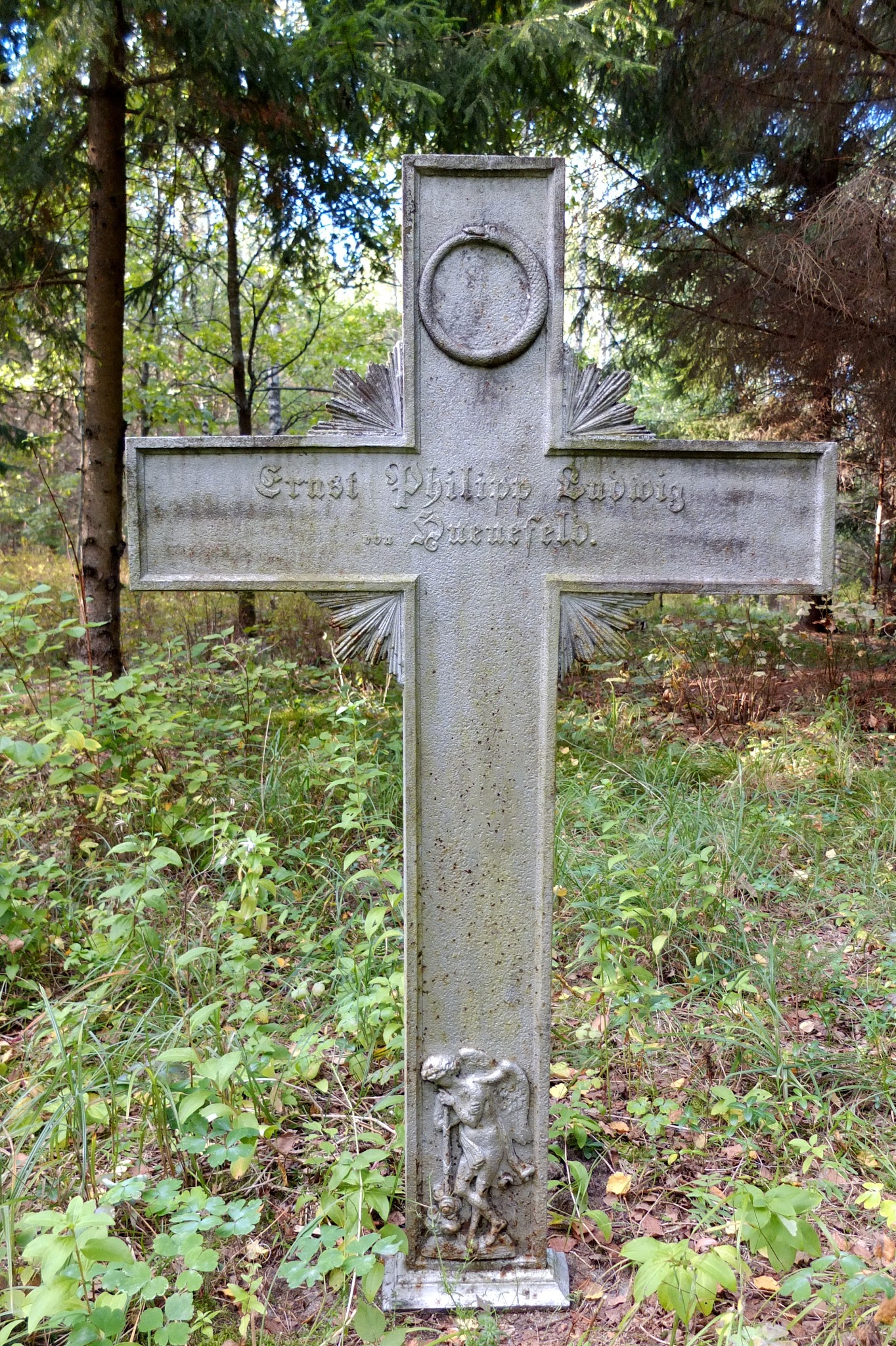
Żeliwny krzyż na cmentarzu w Szklarni

Szklarnia (niem. Adamsverdruss) – osada leśna w Polsce, położona w województwie warmińsko-mazurskim, w powiecie szczycieńskim, w gminie Świętajno.

## Nazwa
12 listopada 1946 r. nadano miejscowości polską nazwę Szklarnia.

## Historia
W 1781 roku powstała w Szklarni jedyna na Mazurach huta szkła. Zakład powstał wbrew woli dzierżawcy (Adama) domeny w Chochole i dlatego przyjął nazwę Adamsverdruss (Strapienie Adama).  Hutę założył Andreas v. Ucklanski. W hucie produkowano tylko najprostsze wyroby szklane. Jej produkty można obejrzeć na stałej ekspozycji w Muzeum Mazurskim w Szczytnie.
W 1800 roku Szklarnia stała się własnością państwową a od 1909 r. leśniczówką. 
W latach 1975–1998 miejscowość administracyjnie należała do województwa olsztyńskiego.